# Razorblades
The Razor Blades, en musikgruppe, blev dannet i Søllested ved Glamsbjerg, i september 1979 af brødrene Johan Isbrand og Kristian Isbrand (Gug). I to år spillede de med forskellige lokale musikere men alle valgte hurtigt at forlade bandet på grund af gruppens ideer og musik.
I sommeren 1981 fandt de dog sammen om en egentlig stabil band line-up med deres 2 yngre brødre Martin Isbrand og Søren Mittet. Den konstellation havde sin første optræden i aulaen på Ollerup Fri- og Efterskole og bestod indtil gruppens opløsning i 1984. I 1982 flyttede gruppen til Odense. De nåede de at danne sig et ret godt omdømme, og var pionerer bag etableringen den fynske hardcore/punk scene, bl.a. ved hjælp af det hjemmelavede punk/new wave fanzine "Mess" som blev distribueret via Van Rock pladebutikken i Odense.
Gruppen er gendannet i 2018 som Razor Blades (uden "The") eller Razor Blades Reunion 18, dog i ny line up uden Johan og med Lars Thomsen på guitar. Det skete i forbindelse med 40-års jubilæet for Pære Punk: Pære Punk 40. I den forbindelse er albummet "Pære Punk 40 (The Album)" udkommet og Razor Blades er repræsenteret med 3 numre.
Ugen efter Pære Punk 40 optrådte Razor Blades også til Nostalgurato '19 (Youtube video) på Rockmaskinen i København og har efterfølgende spillet på Underwerket i Valby, Paramount i Roskilde, High Voltage i København, Atlas i Århus, Fabrikken i Kolding, Kulturmaskinen i Odense og Momentum i Odense.

## Musikere
- Johan Isbrand (Vokal)
- Kristian (Gug) Isbrand (Guitar)
- Martin Isbrand (Trommer)
- Søren Mittet (Bas)

2018 line up:
- Kristian (Gug) Isbrand (Vokal og Guitar)
- Lars Thomsen (Guitar)
- Martin Isbrand (Trommer)
- Søren Mittet (Bas)

## Discografi
- Hateful Youth, MC (Decay DK Records, 1983)
- Forhadt Ungdom 7" vinyl split EP m/ Flere Døde Pansere (1983) Genoptrykt af Arg! Records (2009)
- Plastic Messiah 7" vinyl EP (Decay DK Records, 1984)
- Pære Punk 40 (The Album), 2 x vinyl LP album (No Aarhus, 2019)

### Compilations
- Brain Of Stone MC (Bad Compilation Tapes, 1984)
- Hateful youth 1982-84  vinyl LP (Arg! Records 2009)

### Genudgivelser
- Songs From The Edge CD (Grand Theft Audio, 2002)

## Ekstern kilde/henvisning
- https://da-dk.facebook.com/razorblades.dk